# Howard Kaylan
Howard Kaylan, nascido Howard Kaplan (Nova York, 22 de junho de 1947) é um músico e escritor americano de rock and roll, mais conhecido como membro fundador e vocalista da banda dos anos 1960 The Turtles, e como "Eddie" na banda de rock dos anos 1970 Flo &amp; Eddie.

## Primeiros anos
Kaylan nasceu no Bronx de uma família judia e cresceu em Utica, Nova York e Westchester, um bairro de Los Angeles, Califórnia. Ele estudou música coral e clarinete e ganhou um prêmio do Bank of America de Belas Artes aos 16 anos. Ele se formou cedo (como orador oficial) na Westchester High School e cursou brevemente a Universidade da Califórnia, Los Angeles, com uma bolsa de estudos.

## Carreira musical

### The Turtles
Kaylan e Mark Volman fundaram o The Turtles, uma banda popular do final dos anos 1960. No final de 1970, Kaylan e Volman assinaram como membros da banda de Frank Zappa, The Mothers of Invention. A dupla gravou faixas em cinco álbuns, excursionou para apoiá-las e apareceu no filme 200 Motels, um filme semi-documental dirigido por Zappa. Eles foram obrigados a usar os nomes Flo &amp; Eddie ("Flo" sendo abreviação de "Phlorescent Leech") e não foram autorizados a usar legalmente seus próprios nomes, ou o de The Turtles, até que vários processos dessa banda tenham sido resolvidos em 1985.
Em 1985, o nome "The Turtles" foi revertido para Kaylan e Volman após quinze anos em litígio, bem como todas as gravações mestras que eles fizeram. Graças ao Burger King, NFL, Sony PlayStation e inúmeros outros anúncios de televisão e filmes, o catálogo dos Turtles continua sendo um item básico para licenciamento e reprodução no século XXI.  

### Frank Zappa
Howard Kaylan e Mark Volman juntaram-se às The Mothers of Invention, banda de Frank Zappa, depois que The Turtles se separaram, mas foram contratualmente impedidas de usar seus nomes reais e, assim, receberam os nomes "The Phlorescent Leech" (Mark Volman) e " Eddie "(Howard Kaylan).
Phlorescent Leech e Eddie apareceram no álbum de Frank Zappa em 1970, Chunga's Revenge, e em 1971 como vocalistas do álbum Fillmore East, de Zappa, como Howard Kaylan / Mark Volman, onde cantaram "Happy Together", depois em Just Another Band From LA, 200 motéis e muito mais tarde Psychotics de playground e outras compilações de Zappa de concertos ao vivo antigos de 1970 a 1970.
Kaylan e Volman foram posteriormente demitidos da banda de Zappa depois que um fã irado empurrou Zappa para um poço de orquestra durante um concerto, e Zappa posteriormente confinado a uma cadeira de rodas e incapaz de cantar ou tocar violão, formou uma banda diferente que colocou mais ênfase no jazz da big-band, em fusão de peças de rock, e Kaylan e Volman não se encaixavam na nova banda, levando-os a começar sua própria banda como Flo & Eddie.

### Flo e Eddie
Kaylan e Volman assinaram com a Columbia como Flo & Eddie. Em sua autobiografia Shell Shocked, Kaylan revelou que, ao receber a arte da capa do primeiro álbum, ficaram horrorizados ao saber que a impressora havia imprimido por engano os nomes artísticos da dupla na ordem errada acima da fotografia. Volman foi identificado como Flo, que havia sido o nome artístico de Kaylan na banda de Zappa, e Kaylan foi identificado como Eddie, o nome artístico de Volman. A gravadora se recusou a reimprimir a capa, dizendo que custaria muito dinheiro. Assim, Kaylan e Volman decidiram trocar profissionalmente nomes artísticos.
Flo & Eddie lançou nove álbuns na Warner Bros. Records e Columbia Records em música; no cinema, eles forneciam música e vozes para filmes de animação como Down e Dirty Duck; e eles apareceram na transmissão de rádio.
Nos anos 80, "Rock Steady With Flo and Eddie" foi gravado em Kingston, Jamaica, e os parceiros começaram a escrever comédia e roteiro com Chris Bearde, Larry Gelbart e Carl Gottlieb. Simultaneamente, eles começaram a escrever regularmente colunas para Creem, Phonograph Record Magazine e Los Angeles Free Press.
Eles também produziram muitos álbuns para outras bandas e artistas, além de cantar backing vocals em mais de 100 álbuns. Flo e Eddie podem ser ouvidos cantando com John Lennon, Bruce Springsteen, Ramones, Blondie, Duran Duran, The Psychedelic Furs, T. Rex, Alice Cooper, entre outros.

### Trabalho individual
Em meados dos anos 90, Kaylan voltou sua atenção para a coleta e escrita de literatura de fantasia escura e ficção científica. Ele escreveu dois contos, a título experimental, e ambos foram publicados nas antologias mais vendidas, "Fantasmas da Noite" e "Atos Proibidos". Atualmente, ele também escreve o amplamente editado "Eddie's Media Corner" no site oficial.

## Aparições na mídia
Ele retratou um ministro ortodoxo que "casou" com Laura e Stavros em uma sequência de sonhos no Hospital Geral, um velho hippie de Suddenly Susan e um mais novo no programa It's Garry Shandling.
Em 1983, Kaylan apareceu na comédia Get Crazy, estrelando Malcolm McDowell e Daniel Stern. Kaylan desempenhou o papel de Captain Cloud, um tipo de personagem de guru espiritual, líder de uma caravana de hippies perdidos no tempo e parecidos com ciganos. Em 1987, Kaylan e Volman apareceram em um novo videoclipe da música "Happy Together", feito para promover a comédia romântica Making Mr. Right, que apresentou a música durante seus créditos finais.
Em 2001, Kaylan escreveu um tratamento para um filme muito curto sobre sua primeira noite em turnê em Londres. Depois de levá-lo ao amigo (e presidente da Rhino Records) Harold Bronson para contribuição, o projeto foi prolongado e filmado como um filme de uma hora. No ano seguinte, cenas foram adicionadas e voltou ao estúdio de cinema para completar um longa-metragem. Meu jantar com Jimi se tornou o primeiro filme escrito por Kaylan. Foi produzido por Bronson para a Rhino Entertainment e dirigido por Bill Fishman (Tapeheads, Car 54, Where Are You?) para a Fallout Films. Em 2005, Kaylan apareceu em um papel de destaque em Riding the Bullet, de Stephen King.
A autobiografia de Kaylan Shell Shocked: My Life with the Turtles, Flo e Eddie e Frank Zappa, Etc. foi publicada pela Backbeat Books em março de 2013. O livro foi escrito com Jeff Tamarkin e incluiu um prefácio de Penn Jillette e a capa de Cal Schenkel.